# 群科加拉古城西遗址
群科加拉古城西遗址，位于中国青海省共和县倒淌河乡甲乙村，为第四批青海省文物保护单位，公布日期为1986年5月27日，类型为古遗址。
群科加拉古城西遗址的历史年代为卡约文化。